# Superbike-VM 1999
Superbike-VM 1999 kördes över 12 omgångar och 24 heat. Mästerskapet vanns av britten Carl Fogarty, vilket var den sista av hans totalt fyra VM-segrar. Han var helt överlägsen och vann med mer än 100 poängs marginal till Colin Edwards och Troy Corser.

## Delsegrare
| Bana           | Vinnare        | Märke  | Vinnare             | Märke    |
| -------------- | -------------- | ------ | ------------------- | -------- |
| Kyalami        | Carl Fogarty   | Ducati | Carl Fogarty        | Ducati   |
| Phillip Island | Troy Corser    | Ducati | Troy Corser         | Ducati   |
| Donington Park | Carl Fogarty   | Ducati | Colin Edwards       | Honda    |
| Albacete       | Noriyuki Haga  | Yamaha | Colin Edwards       | Honda    |
| Monza          | Carl Fogarty   | Ducati | Carl Fogarty        | Ducati   |
| Nürburgring    | Carl Fogarty   | Ducati | Troy Corser         | Ducati   |
| Misano         | Carl Fogarty   | Ducati | Carl Fogarty        | Ducati   |
| Laguna Seca    | Anthony Gobert | Ducati | Ben Bostrom         | Ducati   |
| Brands Hatch   | Colin Edwards  | Honda  | Colin Edwards       | Honda    |
| A1-Ring        | Colin Edwards  | Honda  | Pierfrancesco Chili | Suzuki   |
| Assen          | Carl Fogarty   | Ducati | Carl Fogarty        | Ducati   |
| Hockenheim     | Carl Fogarty   | Ducati | Pierfrancesco Chili | Suzuki   |
| Sugo           | Akira Ryo      | Suzuki | Akira Yanagawa      | Kawasaki |

### Slutställning
| Plats | Förare               | Märke    | Poäng |
| ----- | -------------------- | -------- | ----- |
| 1     | Carl Fogarty         | Ducati   | 489   |
| 2     | Colin Edwards        | Honda    | 361   |
| 3     | Troy Corser          | Ducati   | 361   |
| 4     | Aaron Slight         | Honda    | 323   |
| 5     | Akira Yanagawa       | Kawasaki | 308   |
| 6     | Pierfrancesco Chili  | Suzuki   | 251   |
| 7     | Noriyuki Haga        | Yamaha   | 186   |
| 8     | Gregorio Lavilla     | Kawasaki | 156   |
| 9     | Katsuaki Fujiwara    | Suzuki   | 119   |
| 10    | Vittoriano Guareschi | Yamaha   | 99    |